# Gustaf Theodor Wallén
Gustaf Theodor Wallén, född 14 december 1860 i Stockholm, död 15 januari 1948 i Leksand, var en svensk målare, grafiker, tecknare och skulptör.

## Bakgrund och utbildning

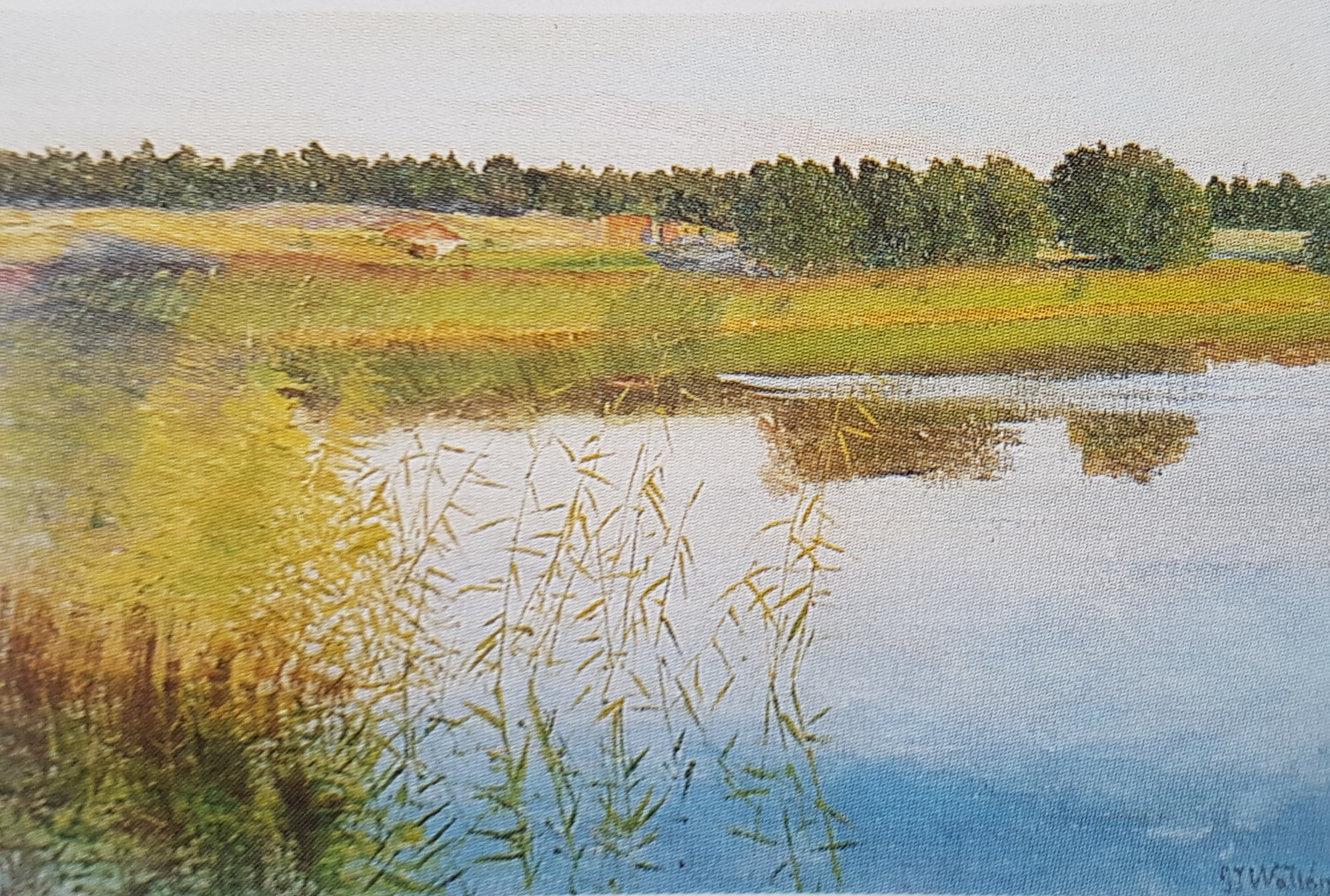
Sommarlandskap.

Gustaf Theodor Wallén var son till snickaren och vaktmästaren Fritz Leonard Wallén och Maria Gustava Östergren. Han började först studera vid Stockholms slöjd- byggnads- och yrkesskola 1878 men sökte sig 1879 vidare till Konstakademiens principskola där han studerade för Georg von Rosen. Under akademitiden blev han nära vän med Bruno Liljefors, Gottfrid Kallstenius och Anshelm Schultzberg, hans umgänge med Schultzberg kom att vara livet ut. Han tilldelades den kungliga medaljen 1887 för oljemålningen Havsstrand vid Kivik. Den kungliga medaljen möjliggjorde att han kunde söka flera av akademiens stora stipendier.
Efter att Wallén tilldelades Akademiens stora resestipendium 1888–1892 reste han en längre studieresa till Tyskland, Nederländerna, Belgien, Spanien, Nordafrika, Italien och Frankrike. I Paris studerade han en period för William Bouguereau vid Académie Julian som han senare följde upp med studier vid Académie Colarossi. Han ställde under Parisåren ut med samvetsgrant utformade motiv i en halvrealistisk stil på Parissalongen. Han vistades ofta utomlands för att måla, och var flera somrar i bland annat Concarneau i Bretagne och på Capri i Italien. Där målade han folklivsmotiv som knöt an till Carl Skånberg och August Hagborgs arbeten, bland annat målningen I sorgehuset som belönades med tredje medaljen vid Parissalongen 1892.

## Konstnärskap
Efter studieåren utomlands återvände Wallén till Sverige och i mitten av 1890 deltog han i Axel Tallbergs etsningskurser. Han har målat landskapsmotiv i nationalromantisk stil från Frankrike och Dalarna, samt porträtt utförda i olja eller akvarell. Han har som skulptör mest blivit känd för småskulpturer, såsom relieferna på Konstnärshusets portar och S:t Göran vid entrén till Konstakademien. Wallén var en mycket driven och formsäker tecknare som ibland utförde teckningar i mycket stora format bland annat utförde han 1,5 meter höga teckningar med studier av Leksandsfolk i arbete ute på fälten för Leksands folkhögskola. Han hade övat upp sitt tekniska kunnande under besök i Spanien för att kunna utföra mycket exakta kopior av bland annat Diego Velázquez Infantinna Margarita Teresa.
Wallén medverkade i Konstakademiens utställningar 1885 och 1887 och var representerad i några Parissalonger i slutet av 1800-talet och under en följd av år från 1894 medverkade han i Svenska konstnärernas förenings utställningar i Stockholm samt från 1926 i Dalarnas konstförenings utställningar i Falun. Bland hans andra framträdanden märks den nordiska konstutställningen i Köpenhamn 1888 och utställningen med Svensk 1880- och 1890-tals konst på Liljevalchs konsthall 1931 och Sveriges allmänna konstförenings salong i Stockholm 1932 samt i Opponenterna av 1885 som visades på Nationalmuseum 1945. Wallén levde dock mycket tillbakadraget och var ovillig att sälja sina verk och det var först 1947 när han var 87 år som han debuterade med en separatutställning på Börjessons konsthandel i Göteborg. En minnesutställning med hans konst visades på Walléngården 1949. 
Wallén finns representerad vid Nationalmuseum i Stockholm, Falu museum, och Leksands konstgalleri. Målningen I sorgehuset tillhör Musée d'Orsay, men är deponerad hos Musée des beaux-arts i Quimper i Bretagne.
Han är begravd på Norra begravningsplatsen utanför Stockholm.

## Leksand
Tillsammans med Alf Wallander genomförde Wallén 1882 en fotvandring uppför Dalälven och in i Norge som resulterade i ett flertal reseskisser som numera finns i Walléngården i Leksand. Hans fotvandring förstärkte den ungdomsdröm om Dalarna han burit på sedan ungdomsåren och vid sekelskiftet bosatte han sig Leksand. Kring Leksand fanns då en konstnärskrets med Gustaf Ankarcrona som centralgestalt och han kom på kort tid in i gruppen. I Leksand byggde han 1908–1912 konstnärshemmet Högstugan i två våningar av rundtimmer. Inredningsdetaljerna snidade han själv. 
Strax före sin död, på sin 87-årsdag, donerade Wallén sitt hem och ateljé i Leksand och lade därmed grunden till Hantverkets Folkhögskola (numera Leksands folkhögskola). Huset förvaltas av Stiftelsen Walléngården. Dessutom donerade han en större kontantsumma till Wallénstiftelsen för att främja ungdomens studier i hantverk och konsthantverk. 

## Galleri

Gustaf Theodor Wallén´s reliefer på entrédörren till Konstnärshuset
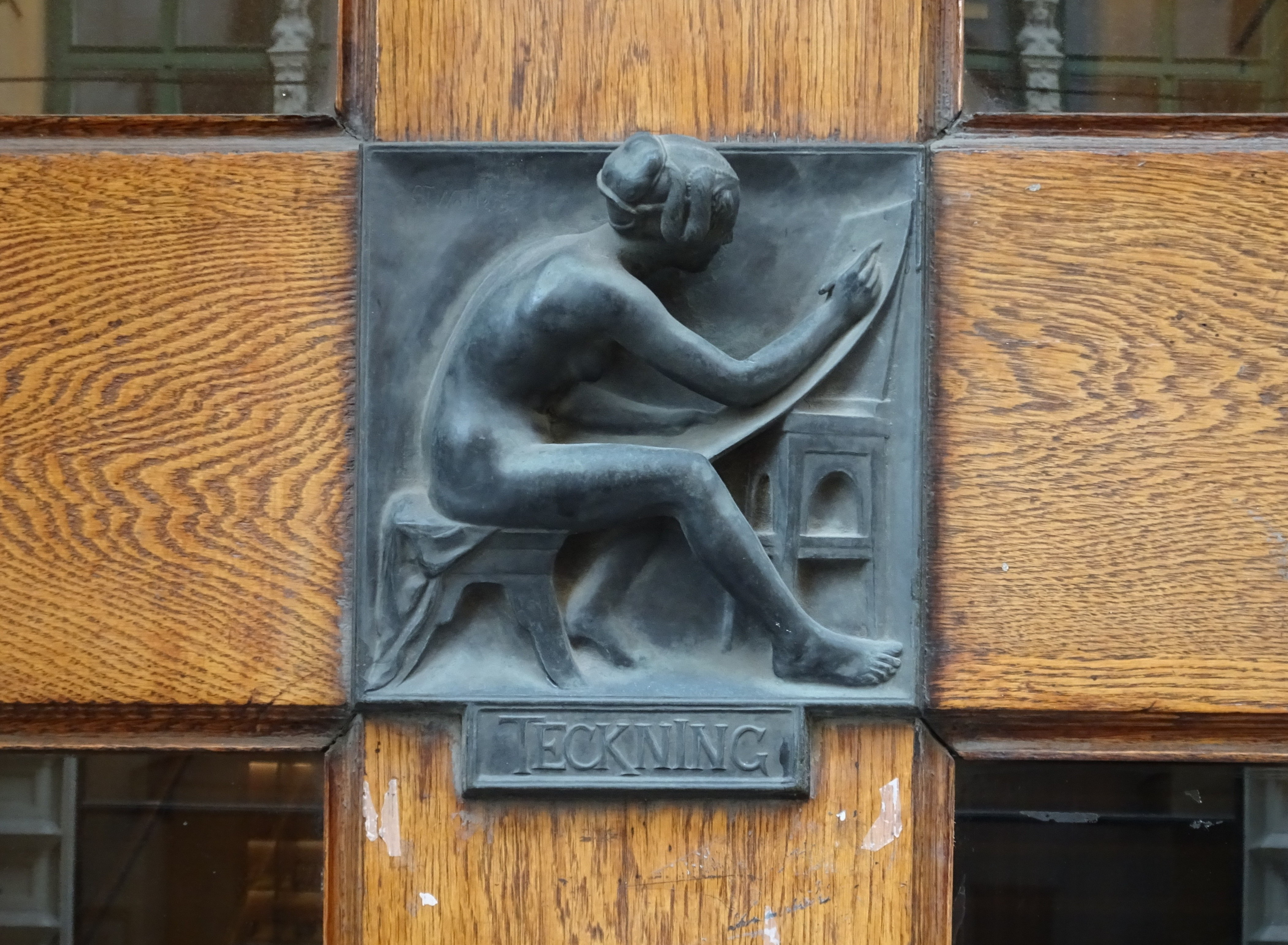
"Teckning".
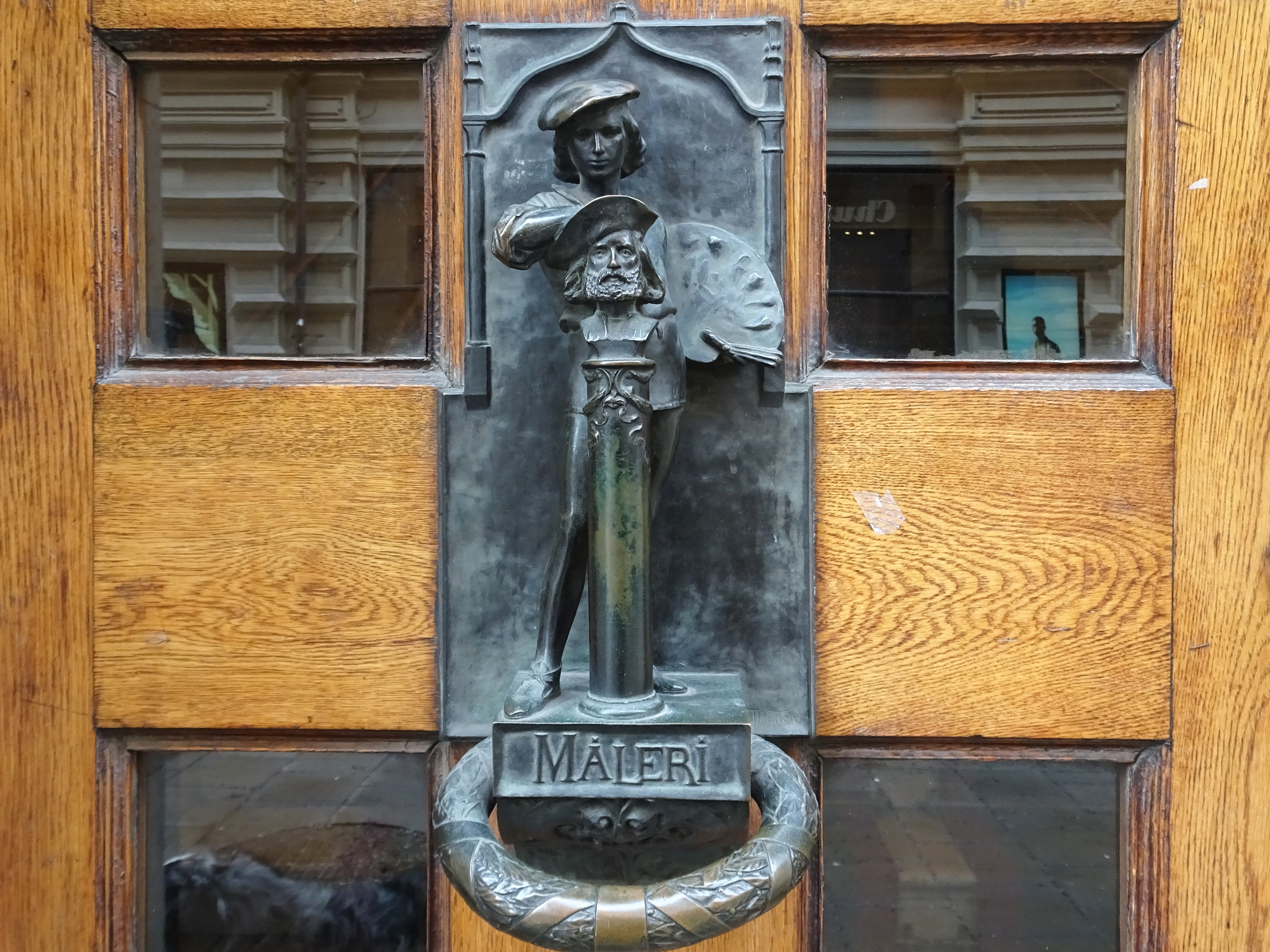
"Måleri".
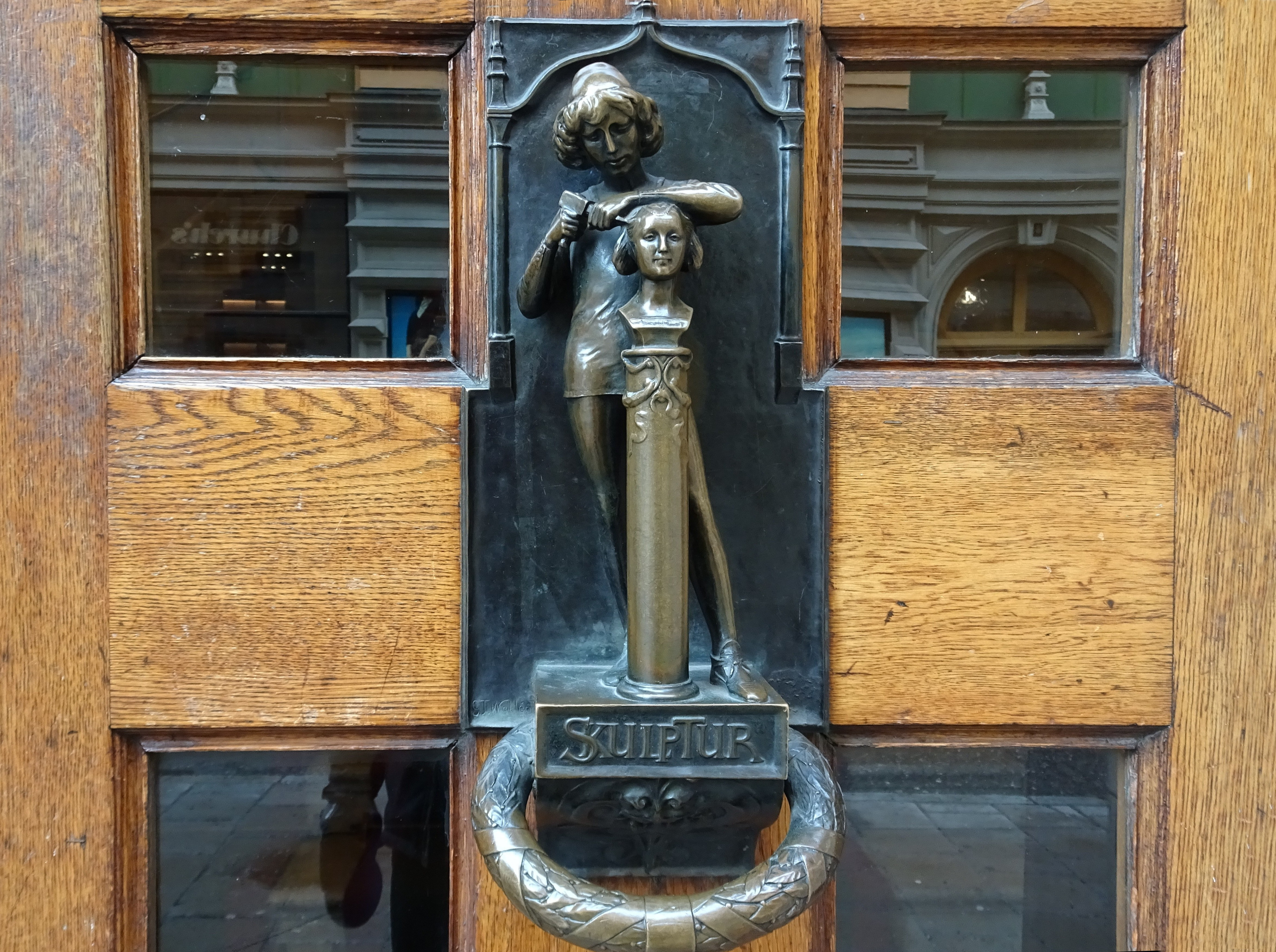
"Skulptur".
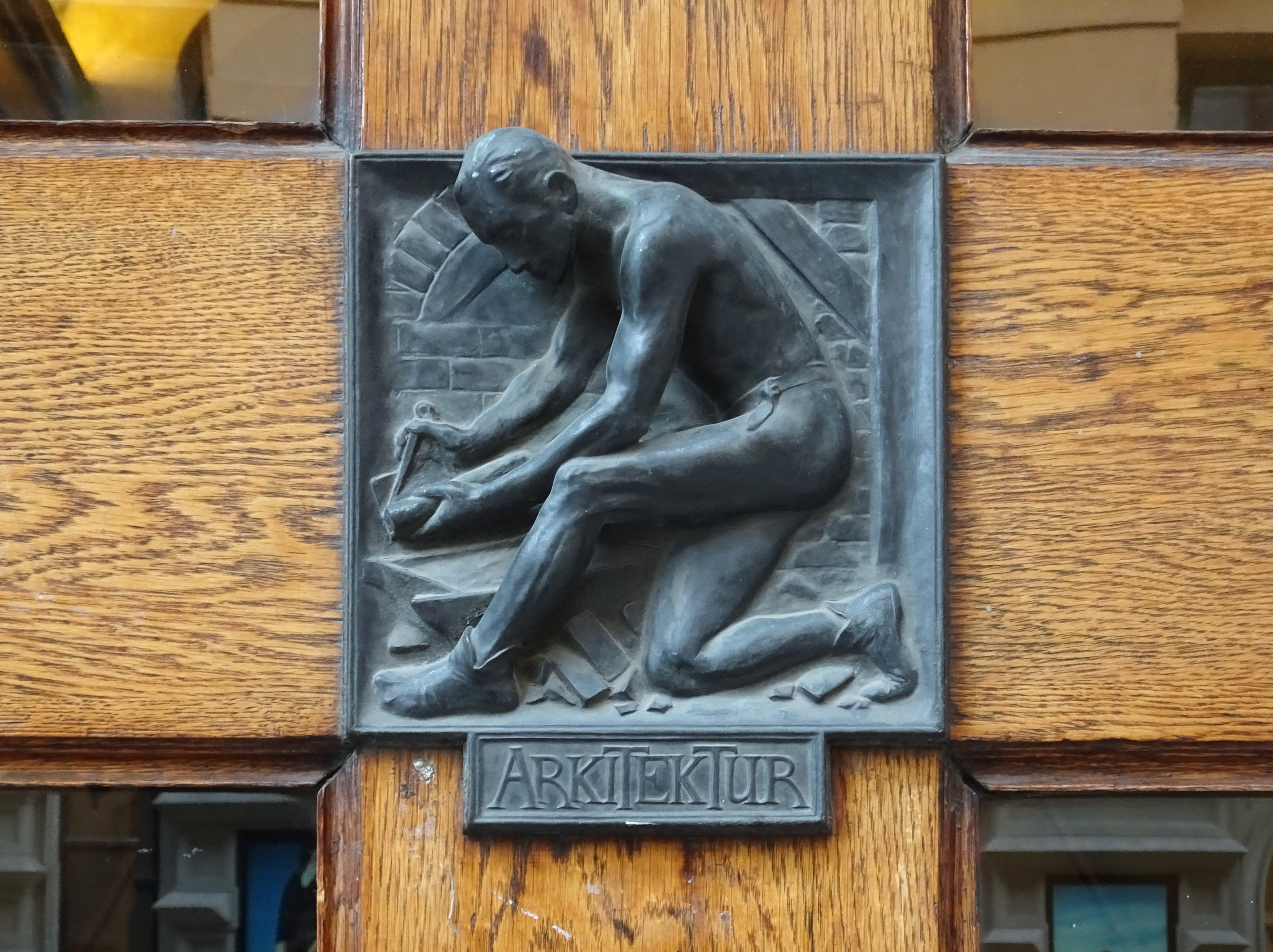
"Arkitektur".